# فلوناریزین
فلوناریزین که تحت نام تجاری سیبلیوم و سایر نام‌ها فروخته می‌شود، دارویی است که در رده آنتاگونیست کلسیم طبقه‌بندی می‌شود و از آن برای موارد مختلف استفاده می‌شود. این دارو حتی با نسخه دکتر، در ایالات متحده و ژاپن در دسترس نیست. فلوناریزین در داروسازی Janssen (R14950) در سال ۱۹۶۸ کشف شد.

## مصارف پزشکی
فلوناریزین در پیشگیری از میگرن، بیماری انسداد عروق محیطی و سرگیجه با منشأ مرکزی و محیطی مؤثر واقع شده‌است. فلوناریزین همچنین به عنوان یک درمان کمکی برای بیماری صرع کاربرد دارد که البته اثر درمانی آن ناچیز است و توصیه نمی‌شود. این دارو به‌طور قابل توجهی میزان و شدت سردرد را در بزرگسالان و کودکان کاهش می‌دهد.

## موارد منع مصرف
فلوناریزین در بیماران مبتلا به افسردگی، در مرحله حاد سکته مغزی و در بیماران با علائم خارج هرمی یا بیماری پارکینسون منع مصرف دارد. فلوناریزین همچنین توسط بیمارانی با افت فشار خون، نارسایی قلبی و آریتمی نباید مصرف شود.

## عوارض جانبی
عوارض جانبی شایع فلوناریزین شامل خواب آلودگی (در ۲۰٪ بیماران)، افزایش وزن (در ۱۰٪ از بیماران) و همچنین عوارض خارج هرمی و افسردگی در بیماران مسن است.

## تداخلات دارویی
فلوناریزین می‌تواند اثر سایر داروهای آرام‌بخش و الکل و همچنین داروهای ضد فشار خون را افزایش دهد. هیچ تداخلات فارماکوکینتیک مربوطه شرح داده نشده‌است.